# Vorbeiflug (Raumfahrt)
Ein Vorbeiflug oder Flyby (auch Fly-by) ist ein Flug einer Sonde, die einen Planeten oder einen anderen Himmelskörper erforscht, ohne dass sie in dessen Umlaufbahn eintritt oder ihre Flugbahn durch die Gravitation des Himmelskörpers signifikant verändert wird. Der Übergang zum Swing-by, bei dem ebendiese Beeinflussung gewünscht ist, ist dabei fließend, Vorbeiflug ist aber auch ein Oberbegriff für beide Arten von Manöver.
Eine Vorbeiflugsonde ist eine Raumsonde, die an einem oder mehreren Himmelskörpern vorbeifliegt und dabei Daten über das passierte Objekt sammelt. Vorbeiflugsonden sind technisch und energetisch günstiger als Orbiter, die in die Umlaufbahn um einen Himmelskörper eintreten. Die wissenschaftlichen Ergebnisse sind durch den nur wenige Stunden bis Tage dauernden Vorbeiflug geringer als bei einem Orbiter, der aus einer Umlaufbahn den Himmelskörper monate- oder jahrelang beobachtet. Ein weiteres Konzept von Raumsonden sind Lander, die auf einem Himmelskörper landen, um dort Forschung zu betreiben.

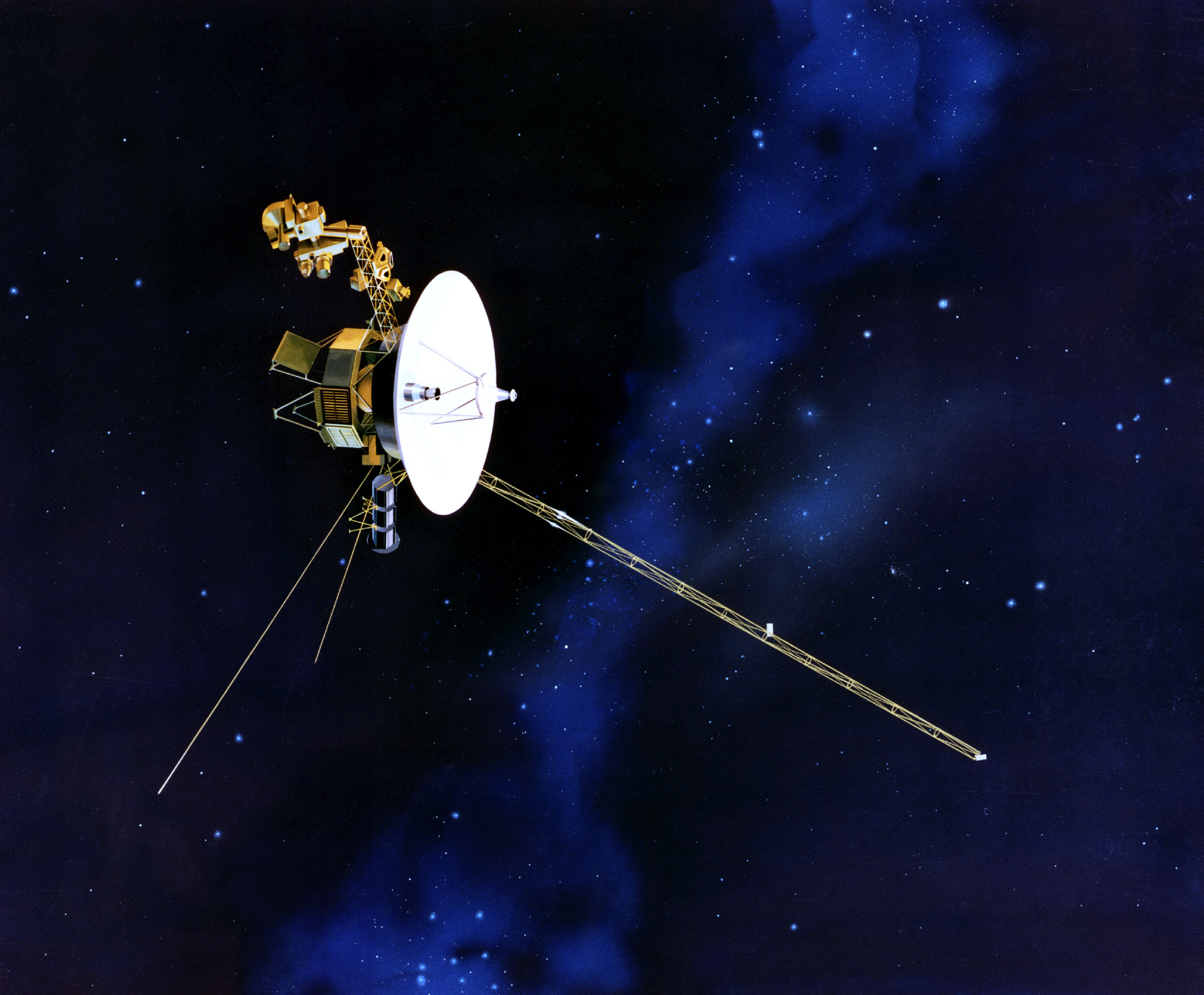
Vorbeiflugsonde Voyager 2 in den Tiefen des Weltalls (künstlerische Darstellung)

## Abgrenzung
Wird bei entsprechender Steuerung eines Raumflugkörpers das Schwerefeld eines Himmelskörpers dazu benutzt, um seinen Kurs gezielt zu ändern und seine Geschwindigkeit zu erhöhen oder zu verringern, spricht man von einem Swing-by.

## Vorbeiflüge am Mond
Siehe auch: Liste aller Mondbesuche (V = Vorbeiflug)
In den Anfangsjahren der Raumfahrt waren Vorbeiflüge am Mond oder an den Nachbarplaneten der Erde die einzige Möglichkeit zur Fernerkundung anderer Himmelskörper. Die Genauigkeit und Verlässlichkeit der Steuerung eines Raumfahrzeuges bestimmt die erreichbare minimale Distanz. Die Brennschlussgeschwindigkeit der frühen Trägerraketen konnte noch nicht so exakt eingehalten werden, wie es für nahe Vorbeiflüge erforderlich gewesen wäre. Mit zunehmender Präzision des Starts  gelangte auch das direkte Ansteuern des Mondes, zum Zweck einer harten Landung, in den Bereich des Möglichen.
Die ersten erfolgreichen Vorbeiflüge am Erdmond waren die der sowjetischen Mondsonde Lunik 1 am 2. Januar 1959 in einer Entfernung von 6.000 km zum Mond und der US-amerikanischen Pioneer 4 am 4. März 1959 in 60.000 km Entfernung. Diesen Missionen gingen insgesamt sieben Fehlstarts zwischen August und Dezember 1958 voraus. Beide Sonden führten Strahlungs- und Teilchenmessungen zwischen Erde und Mond durch und wurden nach der Mondpassage Satelliten der Sonne. Lunik 1 konnte die vorausgesagte Existenz des Sonnenwindes nachweisen.
Bei der sechsten sowjetischen Mondsonde Lunik 2, am 12. und 13. September 1959, gelang erstmals ein harter Aufschlag auf dem Mond. Lunik 3, mit einem Flug vom 4. bis 10. Oktober 1959, konnte nach dem Vorbeiflug die ersten Fotos der Mondrückseite per Funk übermitteln und entdeckte dort dabei das einzige Mondmeer dieser Hemisphäre, das Mare Moscoviense.
Nach je vier weiteren Fehlschlägen der UdSSR und der Vereinigten Staaten folgte der Vorbeiflug von Ranger 2 im November 1961, die harten Landungen von Ranger 4 1962 und Ranger 6 1964, die keine Daten übermittelten, sowie der Vorbeiflug von Luna 4 1963. Zur Gänze erfolgreich waren erst die Nahaufnahmen der Mondoberfläche durch Ranger 7 1964 und Ranger 8 und Ranger 9 1965 sowie durch Zond 3 1965.
Die ersten weichen Landungen gelangen 1966 Luna 9 aus der UdSSR und 1967 Surveyor 3 der Vereinigten Staaten.

## Vorbeiflüge an Planeten
Vorbeiflüge an den beiden Nachbarplaneten der Erde, der Venus und dem Mars, erfordern nochmals eine um ein bis zwei Zehnerpotenzen höhere Genauigkeit, die sich nur durch nachträgliche Bahnmanöver erreichen lässt. Daher gelangen sie erst nach einigen Fehlschlägen und weiteren zwei bis drei Jahren technischer Entwicklung.
Die folgende Aufzählung ist chronologisch geordnet: erst die Planeten nach erstem Vorbeiflug, dann innerhalb der Abschnitte nochmals chronologisch:

### Venus
Siehe auch: Liste aller Venusbesuche (V = Vorbeiflug)
- Venera 1, nach drei Monaten Flug, am 20. Mai 1961 in 100.000 km Distanz, der Funk versagte schon wenige Tage nach dem Start.
- Mariner 2, nach dreieinhalb Monaten Flug, am 14. Dezember 1962, in 34.000 km Entfernung. Erste Messdaten von der Venus, die die Hypothese vom warm-feuchten Klima entkräfteten.
- Auch Venera 2 und Venera 3 verloren den Funkkontakt mit der Erde. Venera 4 im Jahr 1967 und ab 1969 gelang es, Atmosphären- oder Landesonden auf der Venus abzusetzen. Der hohe Gasdruck zerstörte diese nach 50 bis 90 Minuten.
- Mariner 10 startete am 4. November 1973. Der Vorbeiflug, bei dem 4200 Nahaufnahmen gemacht wurden, ereignete sich am 5. Februar 1974 in 5800 km Entfernung. Dies so genau gesteuert, dass die geplante Umlenkung der Flugbahn zum Merkur exakt gelang. Um zum sonnennächsten Planeten zu gelangen, mussten bei diesem Swing-by-Manöver etwa 60 Prozent der Bahnenergie von der Erdbahn abgebaut werden. Dadurch konnte anstelle der Titan IIIC- die preiswertere Atlas-Centaur-Rakete verwendet werden.
- MESSENGER startete am 3. August 2004 an Bord einer Delta II. Auf ihrem Weg zum Merkur flog die Sonde zweimal an der Venus vorbei. Beim ersten Mal am 24. Oktober 2006 in 2990 km und beim zweiten Mal am 5. Juni 2007 in nur 337 km Entfernung zur Planetenoberfläche.

### Mars
Siehe auch: Liste aller Marsbesuche (V = Vorbeiflug)
- Nach drei Fehlstarts die sowjetische Mars 1 (1963), allerdings fiel einige Monate zuvor der Funkkontakt aus
- Mariner 4 (Start 28. November 1964), Marspassage am 15. Juli 1965 in 9846 km Entfernung. Die Sonde lieferte erstmals 22 Nahaufnahmen des Roten Planeten, auf denen überraschenderweise zahlreiche Marskrater zu erkennen waren – und Leben praktisch auszuschließen war.
- Rosetta (Sonde) (Start 2. März 2004), Mars Vorbeiflug am 25. Februar 2007 in knapp 240 km Abstand. Ihr Lander Philae (Sonde) machte während der Passage ein Foto vom Mars auf dem auch ein Solarpanel und etwas vom Hauptkörper von Rosetta zu sehen sind.
- Dawn (Raumsonde) (Start 27. September 2007), Mars Vorbeiflug am 17. Februar 2009 in knapp 543 km Abstand. Während des Vorbeiflugs fotografierte die Sonde einen der größeren Marskrater.

### Merkur
Siehe auch: Liste aller Merkurbesuche (V = Vorbeiflug)
- Der erste Vorbeiflug am Merkur (19. März 1974) erfolgte in 705 km Entfernung durch Mariner 10 und wurde zur Fernerkundung dieses heißen, kraterbedeckten Planeten genützt (2500 aufgenommene Bilder). Merkur lenkte den Flugkörper dann in eine 176-tägige Sonnenumlaufbahn, was genau dessen doppelter Umlaufzeit entsprach. So gelang am 21. September 1974 eine zweite Begegnung (wie geplant in 50.000 km Distanz und weiteren Aufnahmen) und am 16. März 1975 eine dritte in nur 375 km Entfernung, bei der das Magnetfeld untersucht wurde. Danach war der Treibstoff erschöpft und die Sonde wurde abgeschaltet.
- Der zweite Vorbeiflug an Merkur gelang am 14. Januar 2008 durch die im August 2004 gestartete Sonde MESSENGER. Diese flog noch zweimal am Planeten vorbei (6. Oktober 2008 und 29. September 2009), ehe sie am 18. März 2011 in eine Umlaufbahn um den Merkur eintrat.

### Jupiter, Saturn, Uranus und Neptun
Siehe auch: Listen aller Jupiter-, Saturn-, Uranus- und Neptunbesuche (V = Vorbeiflug)
Mit Voyager 1 und Voyager 2 (1977–1979) gelangen erstmals Vorbeiflüge am Jupiter und den Jupitermonden – und nach erfolgreichen Swing-by-Manövern die erforderliche Beschleunigung, um zum Saturn, Uranus und Neptun zu gelangen.
- Jupiter: Pioneer 10 und 11, Voyager 1 und 2, Cassini-Huygens, New Horizons
- Saturn: Pioneer 11, Voyager 1 und 2
- Uranus: Voyager 2
- Neptun: Voyager 2

## Vorbeiflüge an weiteren Himmelskörpern (Auswahl)
Siehe auch: Listen aller Asteroiden- und  Kometenbesuche (V = Vorbeiflug)

### Halleyscher Komet
Im Jahr 1985 wurde die unbemannte Raumsonde Giotto zur Erforschung des Halleyschen Kometen ins All gesandt. Sie war „die erste interplanetare Sonde der ESA und die erste wissenschaftliche Nutzlast an Bord einer Ariane-Rakete.“

### Komet 9P/Tempel 1
Deep Impact war eine von der NASA am 12. Januar 2005 gestartete Mission zum Kometen 9P/Tempel 1, bei der am 4. Juli 2005 ein von der Sonde abgeschossenes Projektil mit rund 370 kg Masse und einer Geschwindigkeit von 10,2 m/s an der Oberfläche des Kometen einschlug. Die Auswirkungen des Einschlags wurden von der Sonde, von Weltraumteleskopen und Teleskopen auf der Erde beobachtet. Die Untersuchung des aufgeworfenen Materials und des Einschlagkraters sollte das Verständnis für den Aufbau und die Entstehung von Kometen und des Sonnensystems erhöhen.

### Komet 103P/Hartley 2
In der kombinierten, erweiterten Mission EPOXI (Extrasolar Planet Observation/eXtended Investigation of comets) erkundete die Raumsonde Deep Impact am 4. November 2010 den Kern des Kometen 103P/Hartley 2 (früher P/Hartley 2) bei einem Vorbeiflug aus einer Entfernung von 700 km. Danach beobachtete sie mit einem ihrer beiden Teleskope fünf zuvor entdeckte extrasolare Planetensysteme eingehend.

### Pluto
Siehe auch: Liste aller Pluto-Vorbeiflüge
Die Raumsonde New Horizons startete am 19. Januar 2006 zum Zwergplanet Pluto. Nach einem Swing-by-Manöver am Jupiter 2007 flog sie am 14. Juli 2015 an Pluto und seinen Monden vorbei.